# Lucie Élodie
Pas d'image ? Cliquez ici

a Compétitions nationales et continentales officielles uniquement.

b Matchs officiels uniquement.
Lucie Élodie est une joueuse internationale française de rugby à XV, née le 29 juillet 1983, de 1,65 m pour 76 kg, évoluant au poste de centre au club du Stade rennais.

## Biographie
Lucie Élodie fait partie de l'équipe de France féminine de rugby à XV disputant notamment la Coupe du monde 2006.

## Palmarès
- Participation au Tournoi des Six Nations féminin : 2006